# Alvan Clark
Alvan Clark, född 8 mars 1804, död 19 augusti 1887, var en amerikansk optiker. Han var far till astronomerna Alvan Graham Clark och George Bassett Clark.
Clark förfärdigade optiken till några av sin tids största refraktorer, bland annat Pulkovo-observatoriet med en öppning på 76 centimeter och till Lick Observatory med en öppning på 91 centimeter.

## Utmärkelser
Clark tilldelades Lalandepriset 1862 och Rumfordpriset 1866.
Nedslagskratern Clark på planeten Mars är uppkallad efter honom. Nedslagskratern Clark på månen är uppkallad efter honom och sonen Alvan.